# باشگاه فوتبال المورده
باشگاه فوتبال المورده (عربی: نادي الموردة الرياضي) یک باشگاه فوتبال در شهر ام درمان، سودان است.
این باشگاه که در سال ۱۹۲۷ تأسیس شده سابقه ۲ قهرمانی در لیگ برتر فوتبال سودان و ۲ قهرمانی در جام حذفی فوتبال سودان را در کارنامه دارد.